# Carl Johann Schoenherr
Carl Johann Schoenherr (ou Schönherr) (1772-1848) est un entomologiste suédois.

## Biographie
Né à Stockholm, Schönherr était le fils d'un immigrant allemand qui s'était établi comme fabricant de soie. À l'âge de dix-neuf ans, il reprend l'entreprise avec sa mère et la développe jusqu'à atteindre une taille considérable, avec environ 200 ouvriers. En 1805, il s'associa avec Erik Lundgren et, en 1811, il lui vendit l'entreprise, tout en se retirant dans son manoir Sparresäter à Lerdala près de Skara dans le Västergötland , où il mourut en 1848. 
Schönherr s'intéressait à l'entomologie depuis l'âge de douze ans et fut plus tard stimulé par son amitié avec Gustaf Johan Billberg , son beau-frère issu de son deuxième mariage.
Connu pour son grand travail sur les Curculionidae, il a publié un imposant ouvrage de huit tomes Genera et species Curculionidum, cum synonymia hujus familae species novæ en compagnie de Leonard Gyllenhaal et de Karl Henrik Boheman sur cette famille.
Il entre à l'Académie royale des sciences de Suède en 1809.

## Classification
Dans la seule sous-famille des Curculioninae (charançons), il est le premier à avoir étudié et nommé les cinquante-huit genres suivants :
- Acalles 1825
- Acalyptus 1833
- Amalus 1825
- Anchonus 1825
- Brachonyx 1825
- Brachysomus 1823
- Brachystylus 1845
- Centrinus 1825
- Cercopeus 1842
- Colecerus 1840
- Compsus 1823
- Copturus 1825
- Derelomus 1825
- Diaprepes 1823
- Eudiagogus 1840
- Gymnetron 1825
- Lachnopus 1840
- Laemosaccus 1823
- Lechriops 1825
- Lembodes 1844
- Listroderes 1826
- Maemactes 1837
- Mesagroicus 1840
- Mecaspis 1823
- Mesites 1838
- Miarus 1826
- Myllocerus 1823
- Nanus 1844
- Nedyus 1825.
- Odontocorynus 1844
- Orthorhinus 1825
- Pachnaeus 1826
- Pachyrhinus 1823
- Pandeleteius 1834
- Panscopus 1842
- Pantomorus 1840
- Peltophorus 1845
- Philopedon 1826.
- Philernus 1835
- Phloeophagus 1838
- Phyllotrox 1843
- Phytobius 1833
- Phyxelis 1842
- Piazorhinus 1835
- Polydacrys 1834
- Poophagus 1837
- Pseudomus 1837
- Rhinoncus 1825
- Rhyssomatus 1837
- Sciaphilus 1823
- Smicronyx 1843
- Steremnius 1835
- Sternechus 1826
- Stomodes 1826
- Strongylotes 1836
- Tachyerges 1825
- Tranes 1843
- Tropiphorus 1842.